# Окроухла (Хеб)
Окроухла (чеш. Okrouhlá) је насељено мјесто са административним статусом сеоске општине (чеш. obec) у округу Хеб, у Карловарском крају, Чешка Република.

## Становништво
Према подацима о броју становника из 2014. године насеље је имало 247 становника.